# Narkotyna
Narkotyna (noskapina) – organiczny związek chemiczny, naturalny alkaloid izochinolinowy występujący w opium. Ma działanie przeciwkaszlowe i pobudzające ośrodek oddechowy oraz słabe działanie spazmolityczne. Związek ten wydzielił w postaci czystej, w 1817, Pierre Jean Robiquet, i był stosowany jako lek przeciwkaszlowy (do otrzymania kodeiny w 1832).

## Działania niepożądane
Senność, nudności, zawroty głowy, odczyny uczuleniowe, brak apetytu, halucynacje, tymczasowa impotencja.